# Spodosol

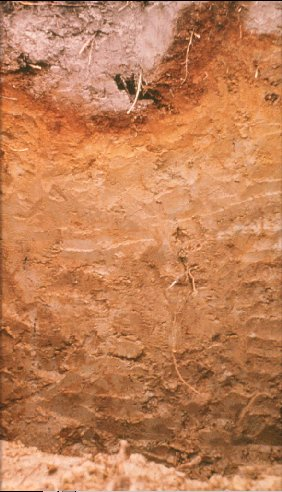
Spodosol

Als Spodosole bezeichnet man gemäß der USDA Soil Taxonomy stark saure Böden, die sich aus meist sandigem Ausgangsmaterial gebildet haben. Spodosole finden sich hauptsächlich auf der Nordhalbkugel in Regionen mit kaltfeuchtem Klima, insbesondere im Osten Kanadas, in Skandinavien und dem Nordwesten Russlands. Sie lassen sich ungefähr korrelieren mit den Podzolen der WRB und den Podsolen der Deutschen Bodensystematik.
Die Bodentextur ist meist grobkörnig, so dass Wasser sehr leicht ablaufen kann. Es laugt dabei die oberen Bodenhorizonte aus und trägt den darin enthaltenen Humus in tiefere Horizonte ein. Dadurch entsteht der charakteristische helle A-Horizont des Bodens, der durch den Verlust wasserlöslicher basischer Bestandteile stark sauer und mineralienarm ist. Darunter befindet sich ein dunklerer, humushaltiger Horizont, der durch eingespülte Eisen- und Aluminium-Oxide oft rot gefärbt ist. Letztere werden häufig durch organische Säuren weiter in die Tiefe verbracht und bilden dort dann einen weiteren, nun hellorange gefärbten Horizont, der typisch für Spodosole ist.
Die natürliche Vegetation auf Spodosolen ist Nadelwald – aus den abgefallenen und dann langsam verrottenden Nadeln der dort wachsenden Nadelholzgewächse stammt ein Großteil der organischen Säuren, die für den niedrigen pH-Wert des Bodens verantwortlich sind. Landwirtschaftlich genutzt werden kann er nur nach Einsatz von Düngemitteln und Kalkung zur Neutralisierung. Durch die relativ großen Lücken zwischen einzelnen Körnern des Bodens, sind Spodosole besonders reich an Fadenwürmern.
Weltweit gibt es etwa 3,4 Millionen Quadratkilometer Land, die von Spodosolen bedeckt sind, dies entspricht 2,6 Prozent der eisfreien Landfläche.

## Klassifikation
Man unterteilt Spodosole in fünf Unterordnungen:
- Aquod
- Gelod
- Cryod
- Humod
- Orthod